# Concentració
|  | Per a altres significats, vegeu «Concentració (desambiguació)». |

En química, la concentració és la magnitud física que expressa la quantitat d'un element o d'un compost que es troba mesclada amb una altra substància. Pot fer referència a qualsevol classe de mescla química, però quasi sempre el concepte s'aplica a solucions homogènies, on indica la proporció de solut present a una substància.
Per a concentrar una solució, es pot afegir més solut o bé reduir la quantitat de dissolvent (com ara, per evaporació). Per altra banda, per a diluir una solució, cal afegir més dissolvent o bé reduir la quantitat de solut. A menys que dues substàncies siguin completament miscibles, existeix una concentració a partir de la qual, el solut ja no es dissol en la solució. En aquest punt, es diu que la solució està saturada. Si s'afegeix més solut, aquest no es dissoldrà (excepte en certes circumstàncies que donen lloc a la supersaturació). En comptes d'això es produirà una separació de fases, donant lloc a fases coexistents o a una suspensió. El punt de saturació depèn de moltes variables com ara la temperatura, la pressió i la naturalesa química del solut i del dissolvent.

## Formes d'expressar la concentració

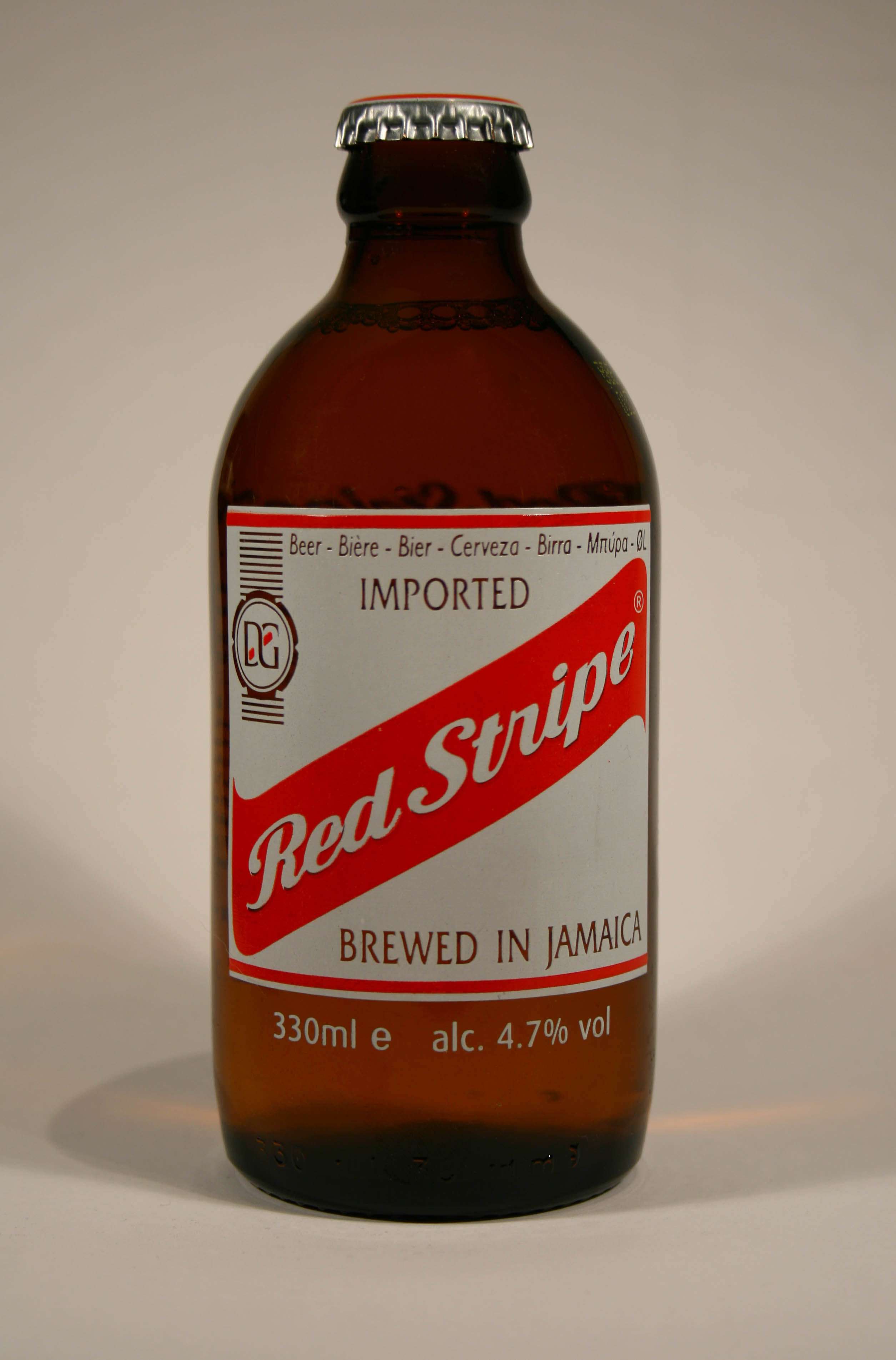
Cervesa amb un grau alcohòlic del 4,7 %

Per expressar la concentració d'una substància existeixen diferents magnituds compostes que relacionen principalment la quantitat de solut amb la quantitat total de dissolució:

### Fracció volumètrica
La fracció volumètrica, {\displaystyle \phi _{i}}, és la relació que hi ha entre el volum d'un constituent d'una mescla, {\displaystyle V_{i}}, i el volum total de tots els constituents de la mescla, {\displaystyle V}, mesurats en les mateixes condicions de pressió i de temperatura. Matemàticament:{\displaystyle \phi _{i}\,=\,{\frac {V_{i}}{V}}}La fracció volumètrica és una magnitud adimensional, sense unitats, i els seus valors varien entre zero i u: {\displaystyle 0\geq \phi _{i}\geq 1}. També pot expressar-se en tant per cent, anomenant-se percentatge en volum:{\displaystyle \%\phi _{i}\,=\,{\frac {V_{i}}{V}}\times 100}

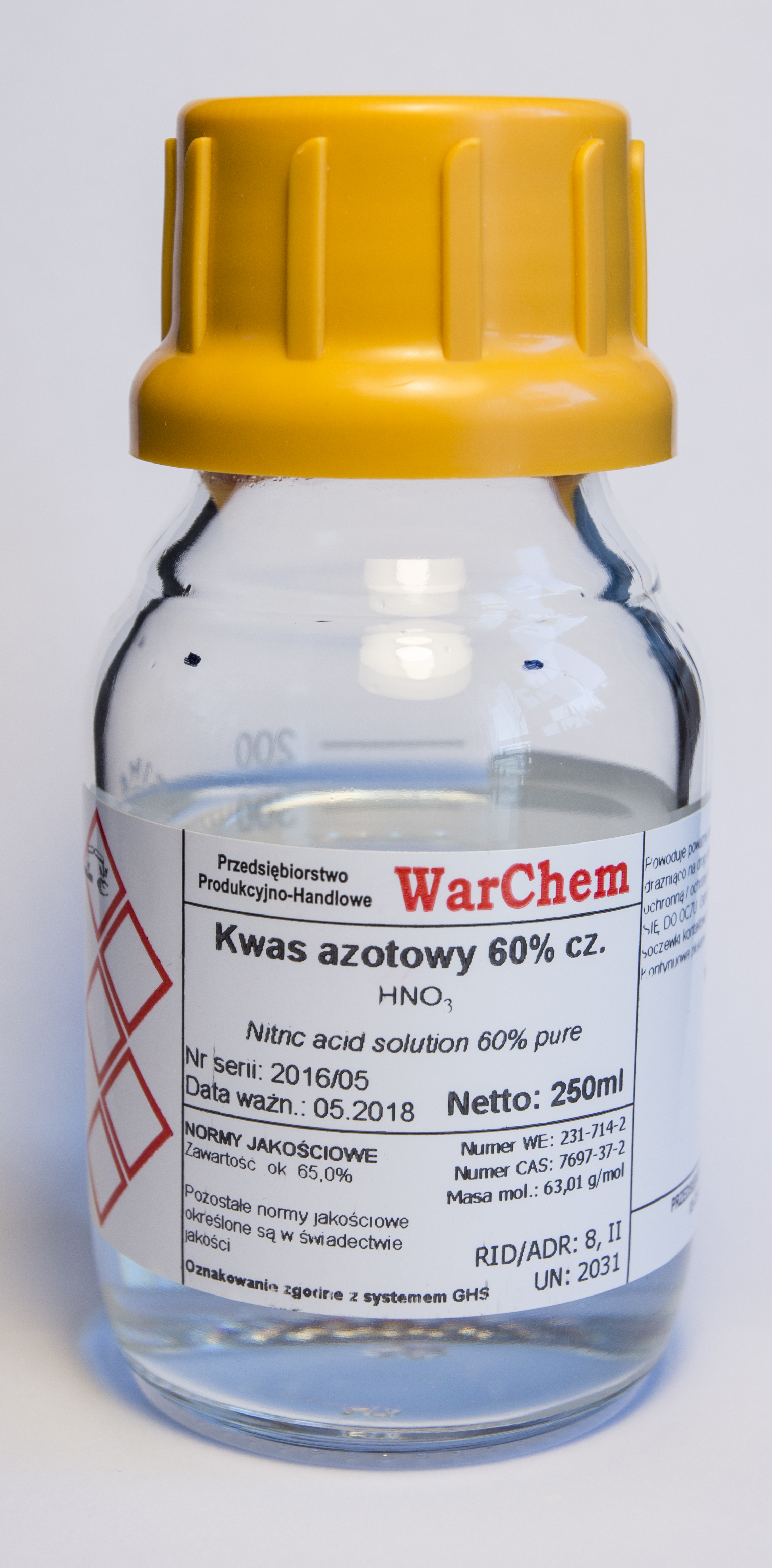
Dissolució d'àcid nítric en aigua amb un percentatge en massa = 60 %

S'empra habitualment per expressar les concentracions en les mescles de gasos, com ara la composició de l'aire o de l'atmosfera de la Terra i d'altres planetes, la composició del gas natural, etc. També s'usa en mescles de líquids, com és el cas de la mesura de la concentració d'etanol, grau alcohòlic, en les begudes alcohòliques, equivalent al tant per cent en volum d'etanol contingut en un vi o en qualsevol dissolució alcohòlica, determinat a 15 °C (graus Gay-Lussac o francesos) o a 20 °C.

### Fracció màssica
La fracció màssica, {\displaystyle w_{i}}, és la relació que hi ha entre la massa d'un constituent d'una mescla, {\displaystyle m_{i}}, i la massa total de tots els constituents de la mescla, {\textstyle \sum {m_{i}}}. Matemàticament:{\displaystyle w_{i}\,=\,{\frac {m_{i}}{\sum {m_{i}}}}}És una magnitud adimensional i els seus valors varien entre zero i u: {\displaystyle 0\geq w_{i}\geq 1}. També es pot expressar en tant per cent, anomenant-se percentatge en massa o, antigament, percentatge en pes:{\displaystyle \%w_{i}\,=\,{\frac {m_{i}}{m}}\times 100}

### Fracció molar
La fracció molar {\displaystyle x_{i}} és una unitat química per a expressar la concentració de solut en una dissolució. Ens expressa la proporció que es troben els mols de solut pel que fa als mols totals de dissolució, que es calculen sumant els mols de solut(s) i de dissolvent. Per a calcular la fracció molar d'un component {\displaystyle i}, s'empra la següent expressió (s'empra {\displaystyle y_{i}} per a simbolitzar les fraccions molars en mescles gasoses):
On:
- {\displaystyle n_{i}} és el nombre de mols del solut.
- {\textstyle \sum {n_{i}}} el nombre total de mols en tota la dissolució (tant de soluts com de dissolvent).

En una mescla amb N components es compleix que la suma de les fraccions molars de tots els components val 1:
La fracció molar apareix a la llei de Raoult del descens de la pressió de vapor {\textstyle p=x\cdot P^{*}}, on {\displaystyle p} és la pressió de vapor del dissolvent a la dissolució, {\displaystyle x} la fracció molar del dissolvent a la dissolució i {\displaystyle P^{*}} és la pressió del dissolvent pur.

### Concentració en quantitat de substància
La concentració en quantitat de substància, concentració en quantitat, concentració de substància o concentració molar, anomenada abans molaritat, és una unitat de concentració de dissolucions utilitzada en química igual a la quantitat de solut, expressada en mols {\displaystyle n_{s}}, respecte al volum de la dissolució {\displaystyle V}:

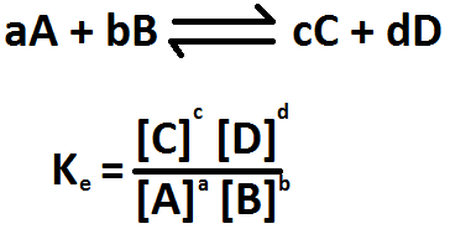
Expressió de la constant d'equilibri en funció de les concentracions.

{\displaystyle c={\frac {n_{s}}{V}}}
Per a un solut {\displaystyle {\text{B}}} la concentració en quantitat pot simbolitzar-se com {\textstyle c_{\rm {B}}}, {\displaystyle c({\text{B}})} o {\displaystyle [{\text{B}}]}. Les unitats són mol per decímetre cúbic, mol•dm-3, o mol per litre, mol•L-1, generalment simbolitzat per M. Per exemple, si dissolem 0,1 mols de clorur de sodi en aigua fins a arribar a tenir un litre de dissolució, tindrem una dissolució [NaCl] = 0,1 M.
La concentració en quantitat {\displaystyle c} apareix en moltes equacions com a l'equació de van't Hoff de la pressió osmòtica: {\textstyle \varPi =c\cdot R\cdot T}, on {\displaystyle \varPi } és la pressió osmòtica, {\displaystyle R} la constant dels gasos i {\displaystyle T} la temperatura absoluta; en la llei de Henry: {\textstyle c=k_{H}\cdot p}, on {\displaystyle k_{H}} és la constant de Henry i {\displaystyle p} la pressió parcial del gas dissolt en el líquid. També apareix en una forma de la constant d'equilibri, a les expressions de les velocitats de reacció i a l'equació de Nernst, entre moltes altres equacions.

### Molalitat
La molalitat, simbolitzada per {\displaystyle m} o {\displaystyle b}, és una manera d'expressar les concentracions de les dissolucions. La molalitat d'una combinació d'un solvent/solut és la quantitat de solut dissolta, {\displaystyle n_{s}}, dividida per la massa del dissolvent en kilograms, {\displaystyle m_{d}} (no la massa de la solució):
{\displaystyle b={\frac {n_{s}}{m_{d}(kg)}}}
Aquesta quantitat no varia quan canvia la temperatura o la pressió, ja que és independent del volum. Per exemple, una dissolució formada per 36,5 g d'àcid clorhídric, HCl, que són 1 mol d'HCl i 1 000 g d'aigua (1 kg), és una dissolució 1 molal o 1 m o 1 mol/kg.
La molalitat apareix a les lleis de Raoult del descens crioscòpic i de l'augment ebullioscòpic: {\textstyle \Delta T_{\rm {c}}=k_{\rm {f}}\cdot b} i {\textstyle \Delta T_{\rm {b}}=k_{\rm {b}}\cdot b}, on: 
- ΔTc és la diferència entre la temperatura de congelació del dissolvent pur i la temperatura de congelació de la dissolució; i ΔTb és la diferència entre la temperatura d'ebullició de la dissolució i la temperatura d'ebullició del dissolvent pur.
- kf és la constant crioscòpica i kb és la constant ebullioscòpica, unes constants que són característiques del dissolvent.

### Concentració en massa
La concentració en massa, simbolitzada per {\displaystyle \gamma } o {\displaystyle \rho }, és la relació entre la massa d'un solut {\displaystyle m_{s}}, sovint expressada en grams, i el volum total de la mescla {\displaystyle V}, habitualment expressat en litres:
{\displaystyle \gamma _{s}={\frac {m_{s}}{V}}}

### Concentració en nombre
La concentració en nombre, simbolitzada {\displaystyle C} o {\displaystyle n}, és una forma d'expressar la concentració com a nombre d'entitats (àtoms, molècules…) {\displaystyle N} dividit pel volum de la mescla {\displaystyle V}:
{\displaystyle C={\frac {N}{V}}}

### Parts per milió

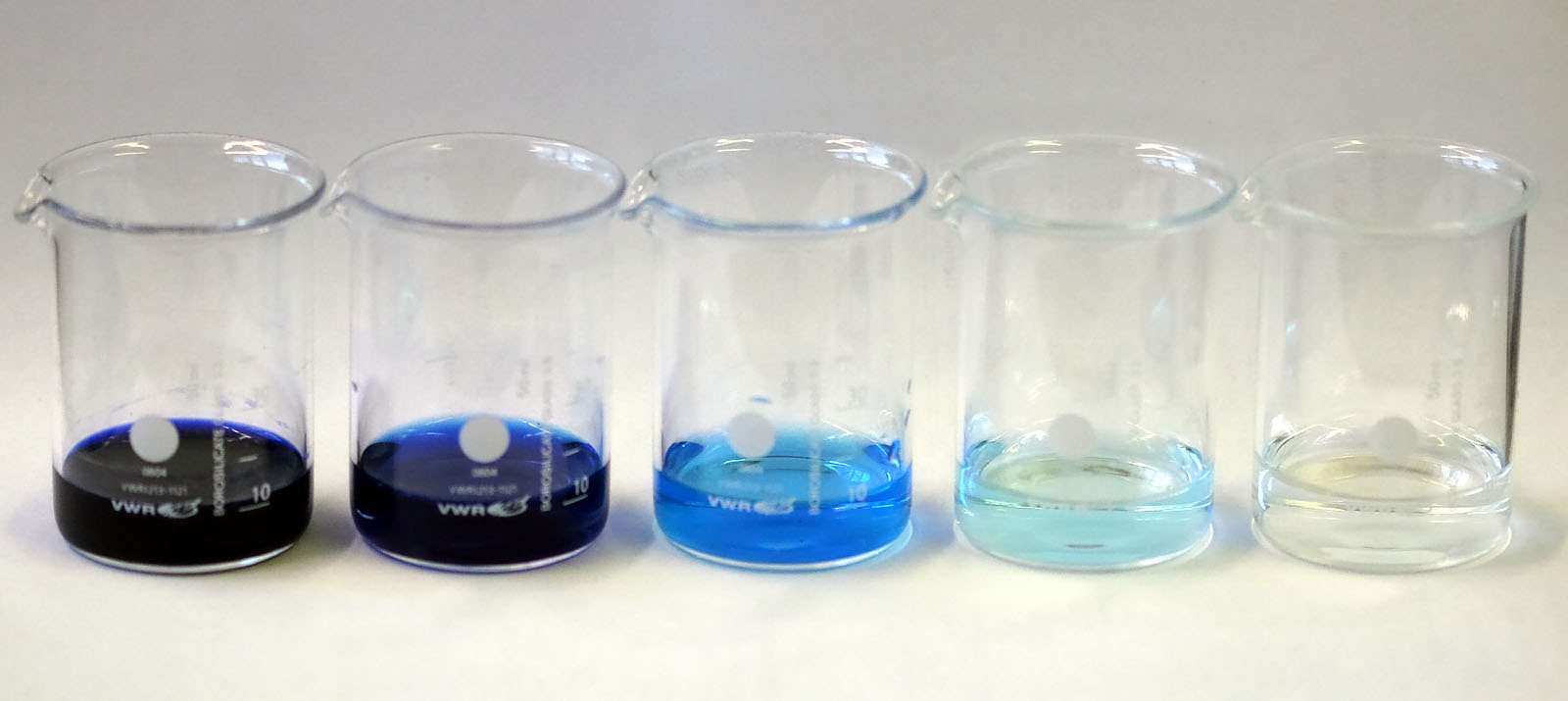
Dissolucions de blau Nil emprades a histologia per acolorir el nucli de les cèl·lules. D'esquerra a dreta concentracions de 1 000 ppm, 100 ppm, 10 ppm, 1 ppm i 0,1 ppm

Parts per milió (abreujat com {\displaystyle ppm}) és la unitat de mesura de concentració, que no forma part del sistema internacional d'unitats, utilitzada usualment per quantificar la presència de substàncies en petites quantitats (traça) en una barreja. Generalment, sol referir-se a proporcions en massa en el cas de sòlids i en volum en el cas de gasos.
La part per milió és una manera d'expressar la concentració de manera proporcional, com ara els percentatges, on s'expressa la quantitat de quelcom per cada 100 unitats. En el cas de les ppm són el nombre d'unitats per cada milió d'unitats. És un nombre en principi adimensional i s'empra per a concentracions molt baixes per evitar emprar nombres decimals llargs o potències de deu, ja que submúltiples no es poden emprar perquè van davant unitats i aquí no n'hi ha.

#### Sòlids i líquids

Visualització d'1 ppm, en negre, dins d'un cub que representa un milió de cubs com el negre, i comparació amb altres unitats.

Per a mostres de sòlids una concentració d'1 ppm equival a 1 mg de massa de solut {\displaystyle m_{s}} per cada kilogram de massa de dissolució {\displaystyle m_{d}}. Es pot calcular amb la següent fórmula posant ambdues masses en les mateixes unitats:
{\displaystyle ppm={\frac {m_{s}}{m_{d}}}\cdot 10^{6}}Tanmateix, si el dissolvent és aigua, que és un cas molt habitual, i la concentració és diluïda, és pràcticament igual a mg/L, ja que un quilogram d'aigua ocupa pràcticament un volum d'1 L a temperatures ordinàries i la densitat de la dissolució és igual a la densitat de l'aigua. Les equivalències són:{\displaystyle 1\;ppm\;=\ 1\;g/10^{6}\;g=\;1\;mg/kg\;\approx \;1\;mg/L}La duresa de l'aigua s'expressa en ppm de carbonat de calci {\displaystyle {\ce {CaCO3}}}. Les aigües per damunt les 150 ppm són aigües dures i per damunt 300 ppm molt dures.
Si es té una concentració en mol/L, que és una unitat habitual emprada en química, es pot passar a ppm multiplicant per la massa molar del solut {\displaystyle M_{s}} i per 1 000:{\displaystyle c{\frac {mol}{L}}\cdot M_{s}\cdot 10^{3}=cM_{s}10^{3}\,ppm}

#### Gasos

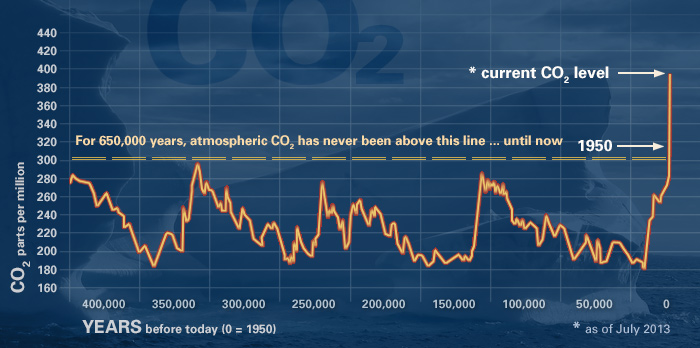
Evolució de la concentració de CO₂ a l'atmosfera en ppm en funció del temps.

Pel que fa a les mescles de gasos s'entén que la concentració expressada en ppm és en volum (a vegades s'expressa com ppmv), i no en massa. Així la fórmula per a un volum de solut {\displaystyle V_{s}} i un volum total {\displaystyle V_{T}} i les equivalències són:{\displaystyle ppm={\frac {V_{s}}{V_{T}}}\cdot 10^{6}}{\displaystyle 1\;ppm\;=1\;L/10^{6}\;L\;=\;1\;\mu L/L}{\displaystyle 1\;ppm\;=1\;m^{3}/10^{6}\;m^{3}\;=\;1\;\mu m^{3}/m^{3}}Com que els volums són proporcionals al nombre de molècules en un gas (llei d'Avogadro) i el nombre de molècules es poden comptabilitzar en mols emprant la constant d'Avogadro, també es compleix que 1 ppm és igual a 1 μmol de solut per cada mol de totes les substàncies en dissolució. Això és:{\displaystyle 1\;ppm\;=\;1\;\mu mol/mol}La concentració de diòxid de carboni CO₂ a l'atmosfera l'abril de 2021 fou de 421,21 ppm. Això significa que de cada milió de molècules presents a l'atmosfera (nitrogen, oxigen…) 421 són de diòxid de carboni; o de cada mol de gasos atmosfèrics (6,022 × 1023 molècules) hi ha 421 μmol de CO₂ (2,535 × 1023 molècules). També es pot llegir en funció de volums de gasos: per cada milió de m3 d'aire hi ha 421,21 m3 que són de diòxid de carboni.

### Concentració superficial
La concentració superficial, simbolitzada {\displaystyle \Gamma } és la relació entre la quantitat de substància d'una substància {\displaystyle n_{s}} adsorbida en una superfície dividida per l'àrea de la superfície {\displaystyle S}:
{\displaystyle \Gamma ={\frac {n_{s}}{S}}}